# Berlin Street Circuit
Het Berlin Street Ciruit is een stratencircuit in Berlijn, Duitsland. Op 21 mei 2016 wordt het circuit voor het eerst gebruikt tijdens de tweede Formule E ePrix van Berlijn. Het circuit loopt over de Karl-Marx-Allee.

## Geschiedenis

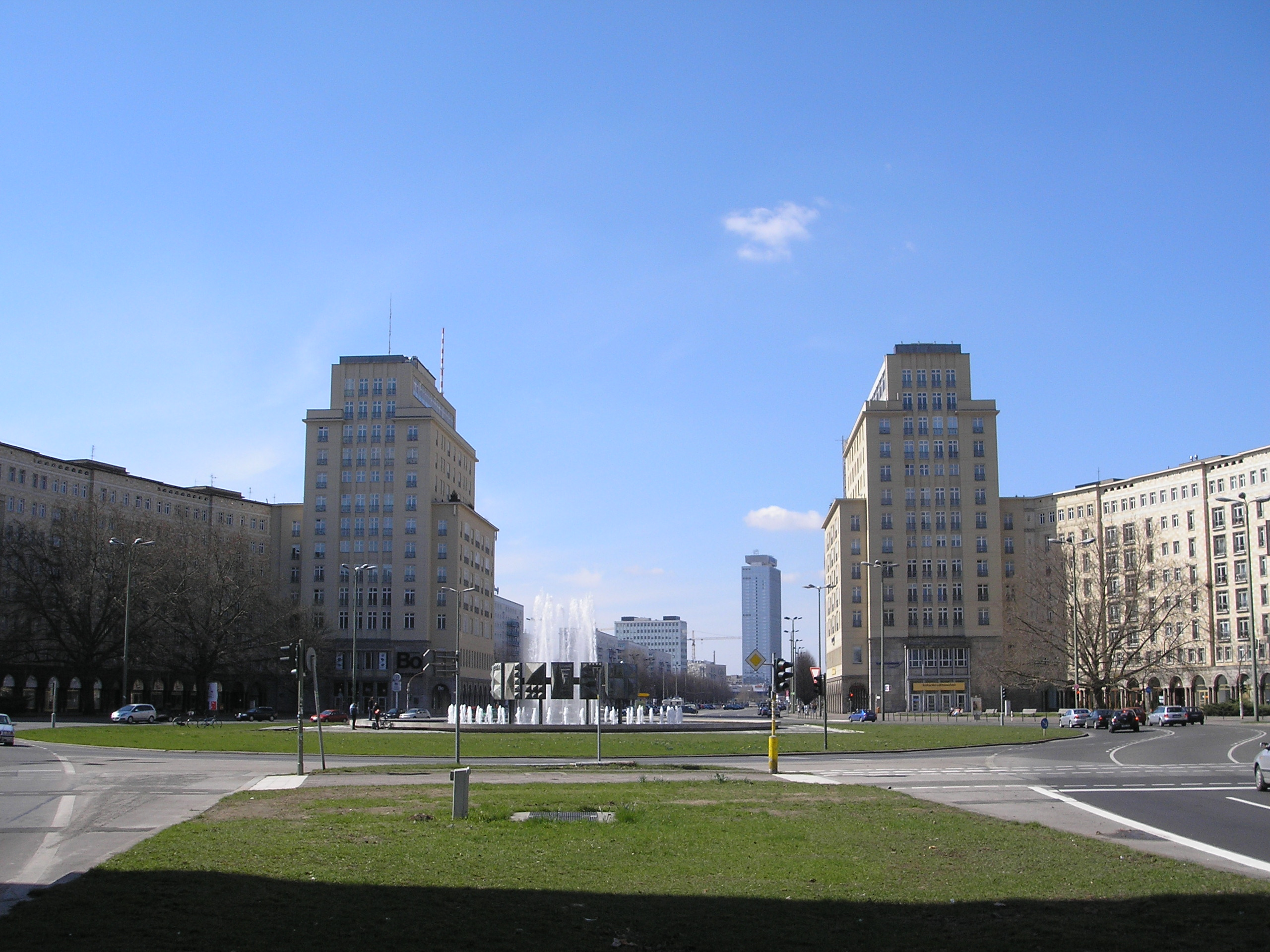
Strausberger Platz, onderdeel van het circuit.

Nadat de ePrix van Berlijn in 2015 werd verreden op het Tempelhof Airport Street Circuit, werd in 2016 uitgeweken naar een circuit in de stad Berlijn. De reden hiervoor was dat de hangars en het hoofdgebouw van het circuit op de voormalige luchthaven Flughafen Berlin-Tempelhof werden gebruikt voor slachtoffers van de Europese vluchtelingencrisis.